# Blake Wheeler
Blake Wheeler (né le 31 août 1986 à Plymouth dans l'État du Minnesota aux États-Unis) est un joueur professionnel de hockey sur glace américain.

## Biographie

### Carrière en club
Wheeler commence sa carrière junior en jouant dans différentes écoles supérieures : Breck School et Wayzata High School à partir de 2002. En 2003-2004, il totalise 11 points lors de la saison régulière avec Wayzata puis 89 avec Breck. Il participe au repêchage d'entrée dans la Ligue nationale de hockey de 2004 et est choisi lors de la première ronde par les Coyotes de Phoenix. Il est le cinquième joueur choisi après le russe Aleksandr Ovetchkine.
En 2004-2005, il joue pour les Gamblers de Green Bay de l'United States Hockey League puis après une saison rejoint l'Université du Minnesota et ses Golden Gophers. En 2007, il remporte le titre de champion de la saison régulière de la Western Collegiate Hockey Association, division du championnat universitaire américain. Il inscrit le but de la victoire pour son équipe lors de la finale des séries éliminatoires.
En 2007-2008, il joue une nouvelle fois pour les Golden Gophers et alors que cela fait 4 ans qu'il a été choisi par les Coyotes sans signer de contrat professionnel, il devient agent libre et en juillet 2008 il signe un contrat professionnel avec les Bruins de Boston. Il intègre l'effectif 2008-09 des Bruins et inscrit son premier but dans la LNH lors de son premier match de la saison contre l'Avalanche du Colorado. Il est sélectionné pour jouer le 57e Match des étoiles des recrues de la LNH à Montréal et est désigné meilleur joueur du match. 
Le 18 février 2011, il est échangé aux Thrashers d'Atlanta avec Mark Stuart en retour de Boris Valábik et Rich Peverley. Il devient membre de l'organisation des Jets de Winnipeg lors du déménagement de l'équipe en 2012. Après avoir passé 12 saisons à Winnipeg et avant sa dernière année de son pacte où il devait toucher un salaire de 8,25 millions $, son contrat est racheté. L'ailier droit se trouve du boulot le lendemain alors que les Rangers de New York lui offrent un contrat d'une saison à 800 000 $.

### Carrière internationale
Il représente les États-Unis au niveau international. Lors du championnat du monde junior 2006, les Américains terminant à la quatrième place du classement.

## Statistiques

### En club
| Saison     | Équipe                      | Ligue      |       | Saison régulière | Saison régulière | Saison régulière | Saison régulière | Saison régulière |    | Séries éliminatoires | Séries éliminatoires | Séries éliminatoires | Séries éliminatoires | Séries éliminatoires |
| Saison     | Équipe                      | Ligue      | PJ    | B                | A                | Pts              | Pun              | PJ               | B  | A                    | Pts                  | Pun                  |                      |                      |
| 2002-2003  | Breck                       | Minnesota  | 26    | 15               | 27               | 42               | -                | -                | -  | -                    | -                    | -                    |                      |                      |
| 2003-2004  | Northwest                   | UMEHL      | 24    | 5                | 6                | 11               | -                | -                | -  | -                    | -                    | -                    |                      |                      |
| 2003-2004  | Breck                       | Minnesota  | 27    | 39               | 50               | 89               | 34               | 3                | 6  | 5                    | 11                   | 0                    |                      |                      |
| 2004-2005  | Gamblers de Green Bay       | USHL       | 58    | 19               | 28               | 47               | 43               | -                | -  | -                    | -                    | -                    |                      |                      |
| 2005-2006  | Golden Gophers du Minnesota | NCAA       | 39    | 9                | 14               | 23               | 41               | -                | -  | -                    | -                    | -                    |                      |                      |
| 2006-2007  | Golden Gophers du Minnesota | NCAA       | 44    | 18               | 20               | 38               | 42               | -                | -  | -                    | -                    | -                    |                      |                      |
| 2007-2008  | Golden Gophers du Minnesota | NCAA       | 44    | 15               | 20               | 35               | 72               | -                | -  | -                    | -                    | -                    |                      |                      |
| 2008-2009  | Bruins de Boston            | LNH        | 81    | 21               | 24               | 45               | 46               | 8                | 0  | 0                    | 0                    | 0                    |                      |                      |
| 2009-2010  | Bruins de Boston            | LNH        | 82    | 18               | 20               | 38               | 53               | 13               | 1  | 5                    | 6                    | 6                    |                      |                      |
| 2010-2011  | Bruins de Boston            | LNH        | 58    | 11               | 16               | 27               | 32               | -                | -  | -                    | -                    | -                    |                      |                      |
| 2010-2011  | Thrashers d'Atlanta         | LNH        | 23    | 7                | 10               | 17               | 14               | -                | -  | -                    | -                    | -                    |                      |                      |
| 2011-2012  | Jets de Winnipeg            | LNH        | 80    | 17               | 47               | 64               | 55               | -                | -  | -                    | -                    | -                    |                      |                      |
| 2012-2013  | EHC München                 | DEL        | 15    | 6                | 14               | 20               | 51               | -                | -  | -                    | -                    | -                    |                      |                      |
| 2012-2013  | Jets de Winnipeg            | LNH        | 48    | 19               | 22               | 41               | 28               | -                | -  | -                    | -                    | -                    |                      |                      |
| 2013-2014  | Jets de Winnipeg            | LNH        | 82    | 28               | 41               | 69               | 63               | -                | -  | -                    | -                    | -                    |                      |                      |
| 2014-2015  | Jets de Winnipeg            | LNH        | 79    | 26               | 35               | 61               | 73               | 4                | 1  | 0                    | 1                    | 2                    |                      |                      |
| 2015-2016  | Jets de Winnipeg            | LNH        | 82    | 26               | 52               | 78               | 49               | -                | -  | -                    | -                    | -                    |                      |                      |
| 2016-2017  | Jets de Winnipeg            | LNH        | 82    | 26               | 48               | 74               | 47               | -                | -  | -                    | -                    | -                    |                      |                      |
| 2017-2018  | Jets de Winnipeg            | LNH        | 81    | 23               | 68               | 91               | 52               | 17               | 3  | 18                   | 21                   | 10                   |                      |                      |
| 2018-2019  | Jets de Winnipeg            | LNH        | 82    | 20               | 71               | 91               | 60               | 6                | 1  | 4                    | 5                    | 6                    |                      |                      |
| 2019-2020  | Jets de Winnipeg            | LNH        | 71    | 22               | 43               | 65               | 37               | 4                | 0  | 1                    | 1                    | 5                    |                      |                      |
| 2020-2021  | Jets de Winnipeg            | LNH        | 50    | 15               | 31               | 46               | 50               | 8                | 2  | 3                    | 5                    | 0                    |                      |                      |
| 2021-2022  | Jets de Winnipeg            | LNH        | 65    | 17               | 43               | 60               | 36               | -                | -  | -                    | -                    | -                    |                      |                      |
| 2022-2023  | Jets de Winnipeg            | LNH        | 72    | 16               | 39               | 55               | 46               | 5                | 2  | 4                    | 6                    | 0                    |                      |                      |
| 2023-2024  | Rangers de New York         | LNH        | 54    | 9                | 12               | 21               | 23               | 1                | 0  | 0                    | 0                    | 2                    |                      |                      |
| Totaux LNH | Totaux LNH                  | Totaux LNH | 1 172 | 321              | 622              | 943              | 764              | 66               | 10 | 35                   | 45                   | 31                   |                      |                      |

### En équipe nationale
| Année | Équipe         | Compétition                 |   | PJ | B | A | Pts | Pun | +/-      |  | Résultat |
| 2006  | États-Unis U20 | Championnat du monde junior | 7 | 2  | 0 | 2 | 6   | +3  | 4e place |  |          |
| 2011  | États-Unis     | Championnat du monde        | 7 | 2  | 3 | 5 | 6   | -1  | 8e place |  |          |
| 2014  | États-Unis     | Jeux olympiques             | 6 | 0  | 1 | 1 | 2   | 0   | 4e place |  |          |
| 2016  | États-Unis     | Coupe du monde              | 3 | 0  | 1 | 1 | 0   | 0   | 7e place |  |          |

## Trophées et honneurs personnels

### Ligue nationale de hockey
- 2008-2009 :
  - participe au Match des étoiles recrues de la LNH
  - nommé joueur le plus utile lors du Match des étoiles recrues
- 2017-2018 :
  - participe au 63e Match des étoiles
  - sélectionné dans la deuxième équipe d'étoiles de la LNH
- 2018-2019 : participe au 64e Match des étoiles